# شينك أينو
شينك أينو (باليابانية: 相野 真悟) (مواليد 23 يوليو 1978)، هو لاعب كرة قدم سابق كان يلعب كمهاجم.